# Mariæ besøgelsesdag
Mariæ besøgelsesdag (på latin Mariæ visitatio) er en ældre dansk helligdag, der blev afskaffet ved Helligdagsreformen af 1770.
Helligdagen blev afholdt den 2. juli til minde om Jomfru Marias besøg hos Elisabeth, der skulle føde sin søn, Johannes Døberen. 
Pave Urban VI gjorde dagen til helligdag i 1389, hvilket den var i Danmark indtil 1770.